# تيرينس ويلر
تيرينس ويلر (بالإنجليزية: T. W. Wheeler)‏ هو كاتب بريطاني، ولد في 1936، وتوفي في 25 ديسمبر 2018.